# Мальтиц, Пётр Фёдорович
Барон Пётр Фёдорович Мальтиц (нем. Peter Friedrich von Maltitz, 22.08.1753 — 23.10.1826) — тайный советник, камергер, дипломат, поверенный в делах в Штутгарте, Лиссабоне и Карлсруэ.

## Биография
Родился в Ленневардене (Ливония) в семье барона Фридриха Филиппа фон Мальтиц (Friedrich Philipp von Maltitz) (1713—1766) и Гедвиги Маргареты фон Андрее (Hedwig Margarethe von Andree).
В 1771 году в возрасте 17 лет поступил на российскую военную службу подпоручиком в Семёновский лейб-гвардии полк, в 1773 году — поручик, в 1778 году — штабс-капитан, 1 января 1784 года — бригадир.
С 1784 по 1789 год занимал пост директора Академии художеств в Санкт-Петербурге, 21 декабря 1796 года определён в статскую службу с переименованием в действительные статские советники и пожалован в камергеры.
С 1797 года по декабрь 1808 года и с апреля 1810 года по 1 марта 1811 года состоял российским посланником в Штутгарте.
В 1799 году — посланник в Лиссабоне.
C 1803 переведен в Великое герцогство Баден в Карлсруэ. 18 июня 1803 года по ноябрь 1807 года — посланник в Бадене.
22 июля 1804 года присвоен чин тайный советник.
В 1814—1815 принимал участие в Венском конгрессе
С 1 марта 1811 года по 22 января 1817 года — снова посланник в Бадене.
Умер 23 октября 1826 года в Карлсруэ в возрасте 73 лет.

## Семья
Жена — Аполлония-Агнеса-Марта фон Ливен (1765—1826). Их дети были также дипломатами:
- Франц (6.11.1794 — 25.04.1857) — дипломат, секретарь миссии в САСШ, советник миссии в Пруссии, посланник в Нидерландах.
- Аполлон (11.06.1796 — 2.03.1870) — посол в Бразилии и Саксен-Веймаре.